# إدموند بست
إدموند بست (بالإنجليزية: Edmund Best)‏ هو سياسي أسترالي، ولد في 26 مارس 1869، وتوفي في 22 يوليو 1944. انتخب عضو الجمعية التشريعية نيو ساوث ويلز.